# أليكسي غولوفين
أليكسي غولوفين (بالروسية: Головин, Алексей Николаевич)‏ هو لاعب كرة قدم روسي في مركز الهجوم، ولد في 29 مارس 1981 في فارونيش في روسيا. لعب مع دينامو بريانسك.

## وصلات خارجية
- أليكسي غولوفين على موقع قاعدة بيانات كرة القدم.إي يو (الإنجليزية)
- أليكسي غولوفين على موقع Soccerway.com (الإنجليزية)